# Zahn McClarnon
Zahn Tokiya-ku McClarnon (Denver, 10 de outubro de 1966), é um ator norte-americano conhecido por suas atuações no seriado dramática policial Longmire e na segunda temporada dos seriados de Fargo e de Westworld. Em 2022, ele desempenha o papel principal no seriado Dark Winds da AMC. Ele também participou dos seriados Reservation Dogs do FX on Hulu, Marvel Cinematic Universe Hawkeye (2021) e Echo (2024).

## Biografia
Zahn Tokiya-ku McClarnon nasceu em Denver, Colorado, filho de uma mãe de ascendência Hunkpapa Lakota e pai de ascendência irlandesa. Ele cresceu perto de Browning, Montana, onde seu pai trabalhava no Parque Nacional Glacier para o serviço de Parques Nacionais. Ele costumava visitar a Reserva Indígena Blackfeet, onde sua mãe cresceu, e muitas vezes ficava com os avós maternos nos finais de semana. Sua mãe morava na Reserva Indígena Rosebud, na Dakota do Sul. Quando seu pai foi transferido para Omaha, Nebraska, para trabalhar, a família morava nos bairros de Joslyn Castle e Dundee. McClarnon tem um irmão gêmeo fraterno.
McClarnon cresceu em Nebraska, Dakota do Norte, Dakota do Sul, Minnesota, Wyoming, Ohio e Montana, afirmando que a sua infância foi "complicada".
Em 1986, McClarnon se formou na Omaha Central High School. Ele prestigia a sua professora de teatro, Peggy Stommes, como uma grande influência.

## Carreira
McClarnon começou em uma produção local de Jesus Christ Superstar no Chantecler Theatre em Council Bluffs,Iowa. Ele se conviveu com John Jackson, um diretor de elenco local que mais tarde se tornou conhecido pelo seu trabalho com o diretor Alexander Payne. McClarnon conseguiu arrumar um emprego como ator e, no início da década de 1990, mudou-se para Los Angeles para seguir carreira.
Na minissérie Into the West de 2005 da TNT, McClarnon interpretou Running Fox. Ele estrelou o filme Not Forgotten de 2009 e a comédia Repo Chick. Em 2013, ele participou do filme de terror Resolution. Ele teve um papel recorrente como Bodaway Macawi em Ringer.
McClarnon interpretou Hanzee Dent na segunda temporada da série de TV Fargo, onde seu desempenho foi aclamado pela crítica. Ele apareceu na série de TV Timeless interpretando o personagem Marechal Grant Johnson. McClarnon também fez uma participação em The Son, da AMC Networks, para o qual aprendeu a língua dos comanches.
McClarnon apareceu como Akecheta, no seriado Westworld da HBO. Embora geralmente creditado como personagem recorrente, McClarnon foi creditado como membro do elenco principal em "Kiksuya", o oitavo episódio da segunda temporada, que se concentra na história de seu personagem. Sua atuação no episódio foi aclamada pela crítica, com o consenso da crítica no site de resenhas agregadas Rotten Tomatoes afirmando que McClarnon apresentou uma "desempenho formidável e comovente" que eleva o episódio a "um dos melhores da série".
Em 2019, McClarnon fez o papel do antagonista Crow Daddy ou Papai Corvo, no filme Doctor Sleep. Desde 2021, McClarnon interpreta o oficial Big na comédia dramática Reservation Dogs.
Em 2021, foi anunciado que McClarnon estrelaria como Joe Leaphorn em Dark Winds, um seriado de televisão de suspense psicológico da AMC. Estreou em 12 de junho de 2022 e foi renovada para uma segunda temporada.

## Vida pessoal
O primeiro nome de McClarnon é em homenagem a seu tio-avô materno, Frank "Francis" B. Zahn, que era um artista e ancião Lakota da Reserva Indígena Standing Rock. O nome do meio do ator, Tokiya-ku, pode ser traduzido livremente como "o primeiro a chegar". Ele recebeu esse nome de sua mãe porque foi o primeiro a nascer de um casal de gêmeos.

## Filmografia

### Filmes
| Ano  | Título                           | Papel                 | Notes |
| ---- | -------------------------------- | --------------------- | ----- |
| 1988 | My Neighbor Totoro               | Vozes Adicionais      | Voz   |
| 1994 | Silent Fall                      | Deputado Bear         |       |
| 2002 | Spirit: Stallion of the Cimarron | Amigo de Little Creek | Voz   |
| 2007 | Searchers 2.0                    | Rusty Frobisher       |       |
| 2009 | Not Forgotten                    | Calvo                 |       |
| 2009 | Repo Chick                       | Savage Dan            |       |
| 2009 | Down for Life                    | Grim                  |       |
| 2012 | Resolution                       | Charles               |       |
| 2013 | Awful Nice                       | Romulus               |       |
| 2013 | Bloodline                        | Jack                  |       |
| 2013 | I'm in Love with a Church Girl   | Jessie                |       |
| 2015 | Mekko                            | Bill                  |       |
| 2015 | Bone Tomahawk                    | The Professor         |       |
| 2016 | Neither Wolf Nor Dog             | Billy                 |       |
| 2018 | Braven                           | Hallett               |       |
| 2019 | Doctor Sleep                     | Crow Daddy            |       |
| 2019 | Hell on the Border               | Sam Sixkiller         |       |
| 2019 | Togo                             | Tulimak               |       |
| 2020 | The Silencing                    | Blackhawk             |       |
| 2021 | The Forever Purge                | Chiago                |       |
| 2022 | The Last Manhunt                 | William Johnson       |       |
| 2023 | American Fiction                 | Ghost Eye             |       |
| 2023 | No Hard Feelings                 | Gabe Sawyer           |       |

### Televisão
| Ano           | Título                        | Papel                     | Notas           |
| ------------- | ----------------------------- | ------------------------- | --------------- |
| 1992          | Tequila and Bonetti           | Criança espanhola         | 1 episódio      |
| 1992          | Baywatch                      | Bear Sutter               | 1 episódio      |
| 1993          | Murphy Brown                  | Homem #3                  | 1 episódio      |
| 1993–1997     | Dr. Quinn, Medicine Woman     | Walks on Cloud & Red Deer | 5 episódios     |
| 1994          | Renegade                      | Jerry                     | 1 episódio      |
| 1994          | Thunder in Paradise           | Billy Cyprus              | 1 episódios     |
| 1996          | The Lazarus Man               | Nakai                     | 1 episódios     |
| 1996–1997     | Dangerous Minds               | Carlos Montalvo           | 3 episódios     |
| 1997          | Chicago Hope                  | George Burroughs          | 1 episode       |
| 2005          | Into the West                 | Running Fox               | 3 episódios     |
| 2007          | Saving Grace                  | Ames Blackbird            | 1 episódio      |
| 2008          | Comanche Moon                 | Ermoke                    | 1 episódio      |
| 2009          | Life                          | Tomas Shasta              | 1 episódio      |
| 2010          | Medium                        | Alex Keeswood             | 1 episódio      |
| 2011          | Castle                        | Roy Horton                | 1 episódio      |
| 2011–2012     | Ringer                        | Bodaway Macawi            | 8 episódios     |
| 2012–2017     | Longmire                      | Chefe de polícia Mathias  | 29 episódios    |
| 2015          | Fargo                         | Hanzee Dent               | 9 episódios     |
| 2016–2017     | Frontier                      | Samoset                   | 3 episódios     |
| 2017          | Timeless                      | Grant Johnson             | 1 episódio      |
| 2017          | Midnight, Texas               | Zachariah                 | 1 episódio      |
| 2017–2019     | The Son                       | Toshaway                  | 20 episódios    |
| 2018, 2022    | Westworld                     | Akecheta                  | 8 episódios     |
| 2018          | Queen of the South            | Taza                      | 4 episódios     |
| 2019          | Drunk History                 | Adam Fortunate Eagle      | 1 episódio      |
| 2019          | Robot Chicken                 | Snowball                  | Voz, 1 episódio |
| 2020          | Barkskins                     | Yvon                      | 8 episódios     |
| 2021–2023     | Reservation Dogs              | Oficial Big               | 12 episódios    |
| 2021          | Hawkeye                       | William Lopez             | 1 episódio      |
| 2022–presente | Dark Winds                    | Joe Leaphorn              | Papel principal |
| 2023          | History of the World, Part II | Mingoes                   | 3 episódios     |
| 2023          | Castlevania: Nocturne         | Olrox                     | Voz             |
| 2024          | Echo                          | William Lopez             | 3 episódios     |
| TBA           | Ark: The Animated Series      | Thunder Comes Charging    | Voz             |

### Video games
| Ano  | Título              | Papel           | Notes |
| ---- | ------------------- | --------------- | ----- |
| 2010 | Red Dead Redemption | População local |       |